# Baie d'Aboukir
Pour les articles homonymes, voir Aboukir (homonymie).
La baie d'Aboukir (arabe : خليج أبو قير) est une baie de la mer Méditerranée en Égypte. Plus précisément entre Aboukir — dont elle tire son nom — près d'Alexandrie et Rosette dans le delta du Nil.
Différentes batailles y ont eu lieu lors des guerres de la Révolution française, pendant la campagne d’Égypte, notamment la bataille d'Aboukir le 1er août 1798.
L'île Nelson est située dans la baie.
Franck Goddio, l'archéologue qui a découvert en baie d'Aboukir la ville engloutie de Thônis-Heracleion.